# 希拉库德
希拉库德（Hirakud），是印度奥里萨邦Sambalpur县的一个城镇。总人口26397（2001年）。

## 人口
该地2001年总人口26397人，其中男性13752人，女性12645人；0—6岁人口3159人，其中男1597人，女1562人；识字率69.65%，其中男性为78.39%，女性为60.14%。